# Kędrzyno
Kędrzyno (niem. Gandelin) – wieś sołecka w Polsce położona w województwie zachodniopomorskim, w powiecie kołobrzeskim, w gminie Siemyśl. Wieś jest siedzibą sołectwa Kędrzyno, w skład którego wchodzą również Paprocie i Wędzice.
Według danych z 30 czerwca 2015 r. Kędrzyno liczy 302 mieszkańców.

## Położenie
Kędrzyno, położone przy drodze powiatowej Gościno – Nieżyn – Byszewo – Głąb, składa się z dwóch części. Pierwsza część – „stare” Kędrzyno położone jest 2 km na zachód od Byszewa. „Nowa” część została wybudowana po 1945 r., gdy ok. 0,5 km na zachód od Byszewa wybudowano kompleks PGR – wybudowano m.in. silosy i bloki mieszkalne dla pracowników.

## Historia

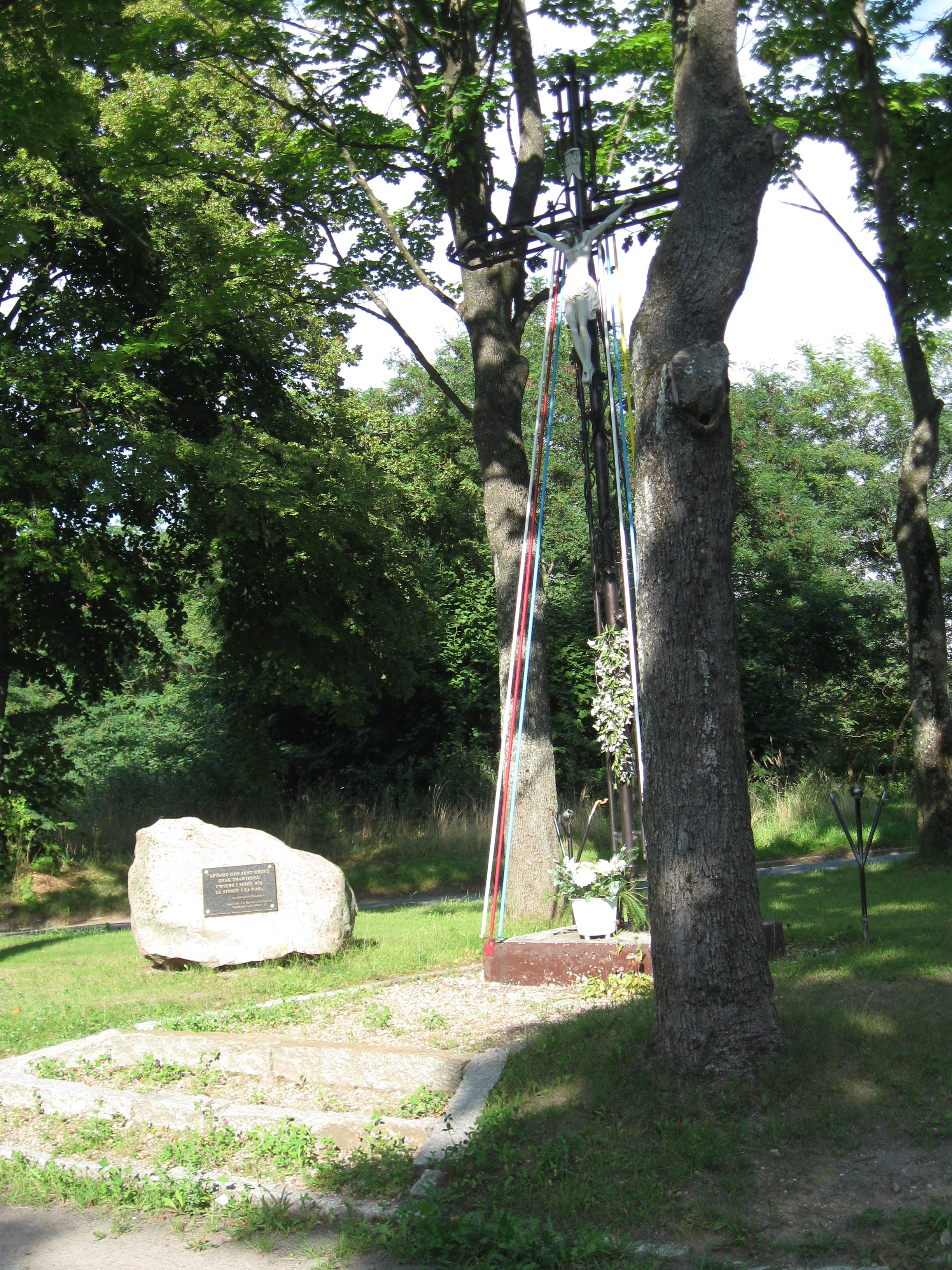
Krzyż w Kędrzynie poświęcony przez bp. Edwarda Dajczaka

Wieś istniała już w VIII w., czego śladem jest zachowane do dziś grodzisko cyplowe. Po raz pierwszy miejscowość wzmiankowana w 1276 r. jako Chandurino w opisie uposażenia katedry kołobrzeskiej przez biskupa kamieńskiego Hermanna von Gleichen (według J. Ellwarta wtedy właśnie bp kamieński zakupił Kędrzyno do tworzonego przez biskupów kamieńskich władztwa). Później wieś stała się lennem rodziny von Manteuffel, którzy władali nią aż do XVIII w. Po pokoju westfalskim i podziale księstwa pomorskiego miejscowość wchodziła w skład Brandenburgii, potem Prus i Niemiec. W 1748 roku majątek znalazł się w rękach Balthazara Friedricha von Goltz i jego małżonki Henrietty Joanny z domu von Manteuffel, potem często zmieniał właścicieli (m.in. rodziny Darkow i Weidlich). Według danych z 1901 r. Kędrzyno liczyło (razem z majątkiem) 252 mieszkańców. Wchodziło w skład okręgu (Amt) Drzonowo i parafii ewangelickiej w Sarbi. Od 1945 r. w granicach Polski. W latach 1950–1998 miejscowość administracyjnie należała do województwa koszalińskiego. Po 1945 r. wybudowano „nowe” Kędrzyno – ok. 0,5 km na zachód od Byszewa wybudowano kompleks PGR – wybudowano m.in. silosy i bloki dla pracowników.

## Zabytki
- Park krajobrazowy podworski z pocz. XX w.[6]
- Grodzisko cyplowe, otoczone 3,5-metrowymi wałami, usytuowane około 1 km na północ od miejscowości[4].

## Wspólnoty religijne
Kędrzyno wchodzi w skład parafii rzymskokatolickiej pw. św. Jana Chrzciciela w Sarbii, zaś kaplica pw. Miłosierdzia Bożego jest filią kościoła parafialnego w Sarbi.